# Absolute Music 5
Absolute Music 5 er en kompilation i serien Absolute Music udgivet den 25. maj 1994. Nogle af sangene udkom senere på The Best Of Absolute Music 4-5-6.

## Sangliste (CD)
Sporlisten til Absolute Music 5.
| 1.  | "Agolo"                          | A. Kidjo, J. Hebrail                                                   | Angélique Kidjo        | 3:56 |
| 2.  | "Sleeping in My Car"             | P. Gessle                                                              | Roxette                | 3:33 |
| 3.  | "Rock and Roll Dreams Come True" | J. Steinman                                                            | Meat Loaf              | 5:08 |
| 4.  | "Haven't I Been Good to You"     | J. Vallance, R. Springfield                                            | Sanne                  | 4:02 |
| 5.  | "Big Scary Animal"               | C. Caffey, B. Carlisle, R. Schuckett                                   | Belinda Carlisle       | 4:18 |
| 6.  | "Return to Innoncence"           | Curly M.C., M. Cretu                                                   | Enigma                 | 4:03 |
| 7.  | "Julia"                          | C. Rea                                                                 | Chris Rea              | 3:55 |
| 8.  | "So Natural"                     | I. Devaney, L. Stansfield                                              | Lisa Stansfield        | 4:24 |
| 9.  | "Forvandling"                    | A. Vickers, N. M. Aidt, T. Evans                                       | Lis Sørensen           | 3:20 |
| 10. | "If I Can't Have You"            | B. Gibb, M. Gibb, R. Gibb, M. Wilde                                    | Kim Wilde              | 4:28 |
| 11. | "Move Me"                        | C. Zamini, P. Thelenius                                                | Basic Element          | 3:45 |
| 12. | "Again"                          | J. Harris, J. Jackson, J. Jam, T. Lewis, M. Andrews, M. Moir, T. Lewis | Janet Jackson          | 3:47 |
| 13. | "Getting Better"                 | C. Nordby, N. Wastell, N. Forsberg, S. Bentzen                         | One Two                | 4:44 |
| 14. | "Let the Best Man Win"           | L. Larson, L. Hoffsten                                                 | Louise Hoffsten        | 4:48 |
| 15. | "Sleeping Child"                 | J. Richter                                                             | Michael Learns to Rock | 3:33 |
| 16. | "Forever Now"                    | F. Musker, M. King, R. Darbyshire                                      | Level 42               | 4:01 |
| 17. | "I Stand for You"                | C. Sabatino, M. McDonald                                               | Michael McDonald       | 4:24 |
| 18. | "In My Life"                     | M. Segal, R. Crawford                                                  | Randy Crawford         | 6:11 |